# Promesosternus vittatus
Promesosternus vittatus är en insektsart som beskrevs av Yin, X.-c. 1984. Promesosternus vittatus ingår i släktet Promesosternus och familjen gräshoppor. Inga underarter finns listade i Catalogue of Life.